# Combustibles parafínics
Els combustibles parafínics, són combustibles amb un contingut molt baix o inexistent de sofres i compostos aromàtics. S'aconsegueixen mitjançant el Procés Fischer-Tropsch aplicat al gas natural, la biomassa o greixos orgànics animals o vegetals.
N'hi ha tres grups:
- GTL (Gas-To-Liquid): combustibles procedents del gas natural.
- HVO (Hydrotreated vegetable oil): combustibles procedents d'olis vegetals o animals, inclosos olis reciclats.
- BTL (Biomass-To-Liquids): combustibles procedents de la biomassa, inclosa les boletes de fusta o suro fetes servir en alguns sistemes de combustió.

Després del 12 de octubre del 2018 aquests combustibles restaran identificats a les benzineres de la Unió Europea amb l'etiqueta "XTL".